# Carlos Ibáñez
Carlos Ibáñez García (1931. november 30. – 2015. szeptember 26.) chilei labdarúgócsatár.

## Pályafutása
Pályafutásának egyetlen ismert csapata a Magallanes volt. Válogatott szintem részt vett az 1950-es labdarúgó-világbajnokságon a chilei labdarúgó-válogatott tagjaként.